# Почечная артерия
Почечные артерии (лат. aa. renales) — парные артерии, снабжающие почки кровью. Каждая из них направлена почти под прямым углом к ножке диафрагмы и является висцеральным ответвлением брюшной аорты (лат. aorta abdominalis).
Почечные артерии обеспечивают большую часть общего кровотока к почкам. До трети общего сердечного выброса может проходить по почечным артериям и фильтроваться почками.

## Топография
Почечные артерии обычно ответвляются слева и справа от внутренней стороны брюшной аорты под углом 90 °, непосредственно под верхней брыжеечной артерией (лат. a. mesenterica superior). У корня они имеют диаметр примерно 0,5 см. Измеренный средний диаметр может отличаться в зависимости от используемого метода визуализации. Например, если при ультразвуковом исследовании диаметр составил 5,04 ± 0,74 мм, то при ангиографии — 5,68 ± 1,19 мм.
Из-за взаимного анатомического расположения аорты, нижней полой вены (лат. v. cava inferior) и почек правая почечная артерия обычно длиннее левой.
Правая проходит за нижней полой веной, правой почечной веной, головкой поджелудочной железы и нисходящей частью двенадцатиперстной кишки. Она несколько ниже левой.
Левая артерия проходит за левой почечной веной, телом поджелудочной железы и селезеночной веной и пересекает нижнюю брыжеечную вену.

### Ветви
Каждая почечная артерия, не доходя до ворот почки, отдаёт несколько небольших нижних надпочечниковых артерий к надпочечникам, мочеточнику и окружающим клетчатым тканям и мышцам.
Примерно в 90% случаев почечные артерии делятся на две ветви (примерно в 75% случаев такое деление происходит у ворот почки, в 17% - в средней её части, и у аорты (в области устья почечной артерии) - около 8% случаев).  При этом примерно в 90% случаев это впередилоханочная ветвь и позадилоханочная ветвь, примерно в 10% случаев деление происходит на нижнеполюсную, и верхнеполюсную ветви. Эти ветви в свою очередь дают четыре - пять сегментарных ветвей каждая.
Часто имеются одна или две добавочные (также сверхкомплектные, прободающие) почечные артерии, особенно с левой стороны, поскольку они обычно выходят из аорты и могут ответвляться выше (в большинстве случаев) или ниже основной артерии. Вместо того, чтобы проникать в почку в воротах, они обычно пронизывают верхнюю или нижнюю часть органа.

### Вариабельность
Артериальное кровоснабжение почек варьируется, и каждая почка может снабжаться кровью по одной или нескольким почечным артериям. Сверхкомплектные почечные артерии (две или более артерии на одну почку) являются наиболее частой реноваскулярной аномалией, встречаемость которой колеблется от 25 % до 40 % почек. Могут присутствовать аберрантные почечные артерии, что может осложнять хирургические операции.

## Нарушения функционирования

### Стеноз
Стеноз почечной артерии или сужение одной или обеих почечных артерий приводит к гипертонии, поскольку пораженные почки выделяют ренин, повышая кровяное давление для сохранения перфузии почек. Обычно диагностируется с помощью дуплексного ультразвукового исследования почечных артерий. Лечится с использованием баллонной ангиопластики и при необходимости стентами.

### Атеросклероз
Атеросклероз также может поражать почечные артерии и может привести к плохой перфузии почек, что, в свою очередь, ведёт к снижению функциональности почек и, возможно, почечной недостаточности.

### Травмы
Почечная артерия повреждается в 4 % случаев при тупых травмах и 7 % случаев — при проникающих ранениях живота.